# Benín Marina
El Benín Marina es un hotel de cuatro estrellas se encuentra en Cotonú, Benín. Se encuentra ubicado en el Bulevar de la Marina, B.P. 1901 en el barrio Haie Vive. Es el hotel más grande en el país. Se encuentra en un gran edificio que antiguamente era un hotel Sheraton, al oeste del antiguo puerto de Cotonú. Situado en jardines, el hotel cuenta con dos piscinas, tres canchas de tenis y un pequeño campo de golf de 9 hoyos. El edificio tiene solo cuatro plantas de altura, y abarca un área importante de tierra. La piscina se encuentra junto a la playa. El hotel dispone de 200 habitaciones, 1 Suite Real, 8 suites junior y 12 bungalós.